# تومويوكي كاجيانو
تومويوكي كاجيانو (باليابانية: 梶野 智幸) (11 يوليو 1960 في آيتشي في اليابان – )؛ هو لاعب كرة قدم ياباني سابق كان يلعب كمدافع. سبق له أن لعب مع منتخب اليابان.

## وصلات خارجية
- تومويوكي كاجيانو على موقع رابطة كرة القدم اليابانية للمحترفين (اليابانية)
- تومويوكي كاجيانو على موقع قاعدة بيانات كرة القدم.إي يو (الإنجليزية)
- تومويوكي كاجيانو على موقع ناشيونال فوتبول تيمز (الإنجليزية)
- تومويوكي كاجيانو على موقع عالم كرة القدم.نت (الإنجليزية)

- National Football Teams
- Japan National Football Team Database